# Andrei Nikolajewitsch Sedelnikow

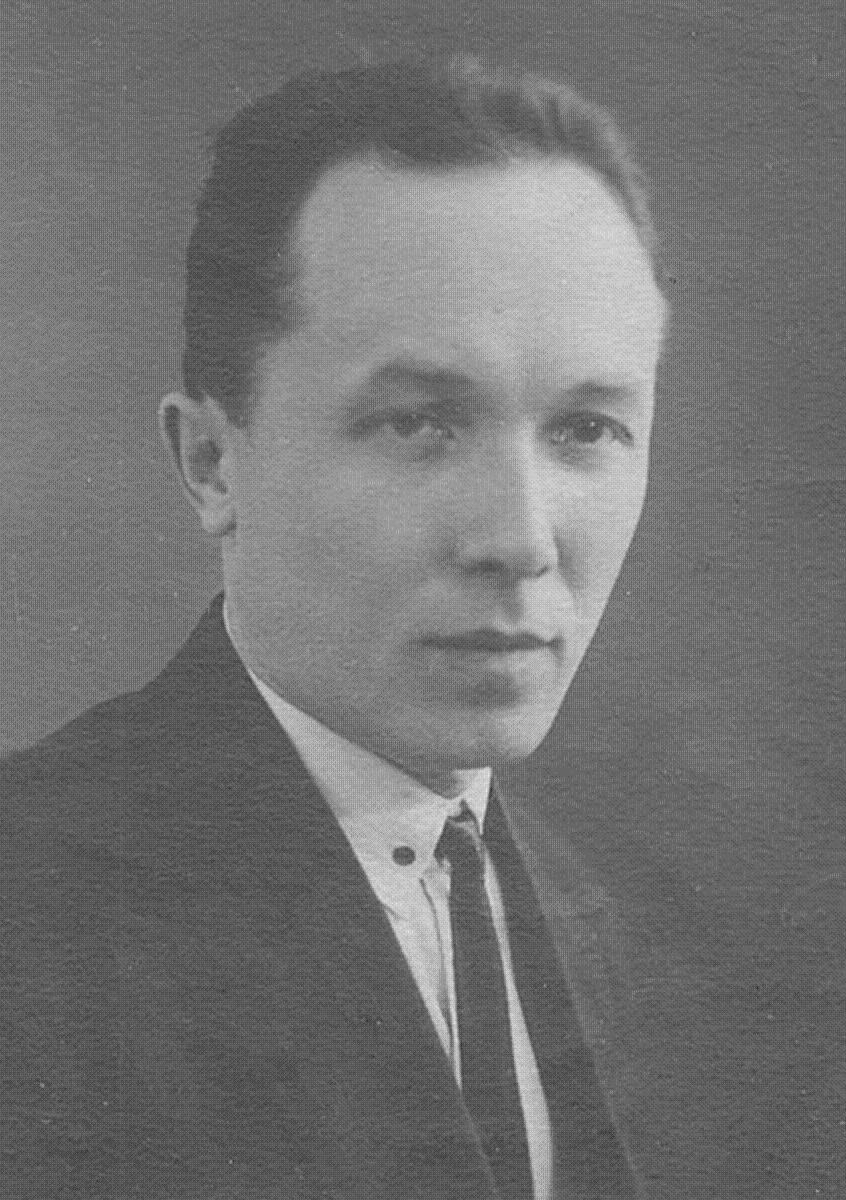
Andrei Nikolajewitsch Sedelnikow (1917)

Andrei Nikolajewitsch Sedelnikow (russisch Андрей Николаевич Седельников; * 1889 in St. Petersburg; † 22. Juli 1954 in Moskau) war ein russisch-sowjetischer Luftfahrtingenieur.

## Leben
Sedelnikow, Sohn des Naturwissenschaft-Lehrers N. P. Sedelnikow, kam mit seiner Familie nach Ufa und absolvierte das Alexander-Jungengymnasium in Perm. Darauf studierte er an der Universität Lüttich in der Naturwissenschaftlichen Fakultät Aerodynamik und die Grundlagen des Flugzeugbaus. Dort lernte er Dmitri Pawlowitsch Grigorowitsch kennen und kehrte 1910 mit einem Ingenieursdiplom nach St. Petersburg zurück.
Als die 1909 von Sergei Sergejewitsch Schtschetinin gegründete Erste Russische Genossenschaft für Luftfahrt in St. Petersburg ihr Flugzeugwerk 1910 eröffnete, begann Sedelnikow dort als Leiter des Zeichenbüros zu arbeiten. Zunächst wurden nur mit Lizenzen ausländischer Firmen Flugzeuge für Aeroclubs und private Käufer gebaut. Ab 1912 gab es Aufträge des Militär-Amtes für Nieuport-IV- und Farman-Flugzeuge. Erst als 1911 Grigorowitsch als Technischer Direktor in das Werk gekommen war, wurde ein eigenes Konstruktionsbüro eingerichtet, und Sedelnikow wurde Grigorowitschs engster Mitarbeiter und Stellvertreter.
1913 überredete Sedelnikow Grigorowitsch, für den Piloten D. N. Alexandrow das beschädigte Donnet-Lévêque-Wasserflugzeug kostenlos zu reparieren. Grigorowitsch, Sedelnikow und der Leiter des Zeichenbüros Nikolai Gustawowitsch Michelson reparierten nicht nur, sondern bauten auch Verbesserungen ein, womit der Bau von Wasserflugzeugen eigener Konstruktion begann. Besonders erfolgreich waren die Entwicklungen der M-5, M-9 und M-11. Leiter des Konstruktionsbüros wurde dort 1916 Michail Michailowitsch Schischmarjow, der sogleich mit dem Bau des weltweit ersten Torpedo-Wasserflugzeugs GASN begann.
Im Russischen Bürgerkrieg nach der Oktoberrevolution kam Sedelnikow mit Grigorowitsch nach Sewastopol, das vom Deutschen Heer und dann von der Weißen Armee beherrscht wurde. Sedelnikow zog 1920 weiter nach Sibirien, lernte in Kansk die städtische Angestellte Marija Wassiljewna Maklygina (1900–1971) kennen und heiratete sie. 1921 kehrte er mit ihr nach Petrograd zurück.
Als im Frühjahr 1922 in der Hauptverwaltung der Luftfahrtwerke Glawkoawia in Moskau eine Konstruktionsabteilung unter Grigorowitschs Leitung gegründet wurde, kamen Sedelnikow und Schischmarjow dazu. Hier war Sedelnikow direkt beteiligt an der Entwicklung des Marine-Aufklärungsflugzeugs M-22 und des Flugboots M-24. Im Mai 1923 wurde die Grigorowitsch-Gruppe in das Moskauer Flugzeugwerk Nr. 1 Dux versetzt. Hier entwickelte Sedelnikow mit P. N. Lwow, Jewgeni Eduardowitsch Gropius und I. A. Uspenski 1924 auch das erste sowjetische Motorrad Sojus, das zwar am 1500-km-Rennen erfolgreich teilnahm, aber aus wirtschaftlichen Gründen nicht in die Serienfertigung aufgenommen wurde.
Ende 1924 wurde in Leningrad im Flugzeugwerk Roter Flieger für Grigorowitsch die Abteilung für Experimentalwasserflugzeugbau (OMOS) eingerichtet, in der Sedelnikow nun Vizechefkonstrukteur war. Er baute mehrere Flugboote und führte das Jagdflugzeug I-2bis in die Serienfertigung. Mit Wiktor Lwowitsch Körber projektierte und baute er das Kleinflugzeug SK-1 für die Arktis-Fliegerei. Als infolge von Konflikten OMOS sich auflöste und Grigorowitsch nach Moskau zurückkehrte, blieb Sedelnikow im Werk Roter Flieger in Leningrad.
Im Sommer 1928 begann in Moskau der Schachty-Prozess, in dem der Artikel 58 des Strafgesetzbuches der RSFSR die zentrale Rolle spielte. Am 31. August 1928 war Grigorowitsch verhaftet worden. Die Verhaftungen weiterer Mitarbeiter folgten, so auch Sedelnikows Verhaftung am 5. November 1928. In dem langwierigen Gerichtsprozess wurde die teilweise mangelhafte Qualität der von OMOS entwickelten Flugzeuge, die eigentlich auf die vielfältigen Entwicklungsarbeitsprobleme zurückzuführen waren, auf Sabotage zurückgeführt, was dann von Jakow Iwanowitsch Sedow-Serow, Wadim Borissowitsch Schawrow und weiteren Zeugen bestätigt wurde. Am 29. September 1929 wurde Sedelnikow zu 10 Jahren Arbeitslagerhaft verurteilt. Die Verurteilten wurden in die Butyrka gebracht, in der sich bereits viele Flugzeugspezialisten befanden: Nikolai Nikolajewitsch Polikarpow, Wiktor Körber, Nikolai Michelson, W. A. Tissow, B. N. Tarassowitsch, Alexander Wassiljewitsch Nadaschkewitsch, I. M. Kostkin, J. I. Majoranow, P. M. Kreisson, W. D. Jarowizki, G. J. Tschupilko, S. N. Schischkin u. a. Am 31. Oktober erklärte ihnen in der ehemaligen Gefängniskirche der Vizechef der Luftstreitkräfte der Sowjetunion Jakow Iwanowitsch Alksnis, dass sie sich nur rehabilitieren könnten, wenn sie in kürzester Zeit ein allen westlichen Modellen überlegenes Jagdflugzeug entwickelten. Die Gruppe begann als Experimental-Konstruktionsbüro (OKB) in der Gefängniskirche unter der Leitung Grigorowitschs und seines Stellvertreters Sedelnikow zu arbeiten und wurde im Januar 1930 in das zum Gefängnis umgebaute Moskauer Menschinski-Flugzeugwerk Nr. 39 verlegt, das damit als Zentrales Konstruktionsbüro ZKB-39 der OGPU die erste Flugzeug-Scharaga wurde. Bereits am 28. April 1930 wurde auf dem Zentralflugplatz auf dem Werksgelände der erste Prototyp WT-11 erprobt. Das Flugzeug wurde von einer Kommission akzeptiert, als I-5 in die Serienproduktion aufgenommen und von der Roten Armee bis zum Deutsch-Sowjetischen Krieg benutzt. Nach diesem Erfolg wurden weitere Aufträge erteilt, worauf die I-Z, TB-5 und TSch-B entstanden. 1931 wurde Sedelnikow freigelassen und arbeitete dort weiter als Angestellter. Im August 1931 wurde das ZKB-39 von der OGPU an das Zentrale Aerohydrodynamische Institut (ZAGI) abgegeben, so dass Sedelnikow nun Mitarbeiter des ZAGI war.
Im Januar 1934 wurde aus dem bisherigen ZKB-39 die Jakowlew-Gruppe abgetrennt und als Experimental-Konstruktionsbüro (OKB) im Moskauer Werk Nr. 115 etabliert. Sedelnikow war dort zunächst Produktionsleiter und ab 1937 Chefingenieur.
1939 wurde Sedelnikow in das Moskauer Gleitboot-Werk versetzt, in dem neben Gleitbooten Propellerschlitten produziert wurden. Nach Beginn des Deutsch-Sowjetischen Kriegs wurden Sedelnikows Frau mit der Tochter Walentina (1934–2004) im Oktober 1941 nach Baschkirien evakuiert, während er selbst in Moskau blieb und als Chefmechaniker in verschiedenen Werken und ab 1943 im Konstruktionsbüro (KB) Zentrostroimechanisazija arbeitete.
Nach dem Krieg wurde im Hinblick auf die Erfordernisse des Wiederaufbaus das KB Zentrostroimechanisazij das Allrussische Forschungsinstitut für Baumaschinen und Straßenbaumaschinen, in dem Sedelnikow bis zu seinem Tode arbeitete.
1993 wurde Sedelnikow vollständig rehabilitiert.

## Ehrungen
- Medaille „Für heldenmütige Arbeit im Großen Vaterländischen Krieg 1941–1945“

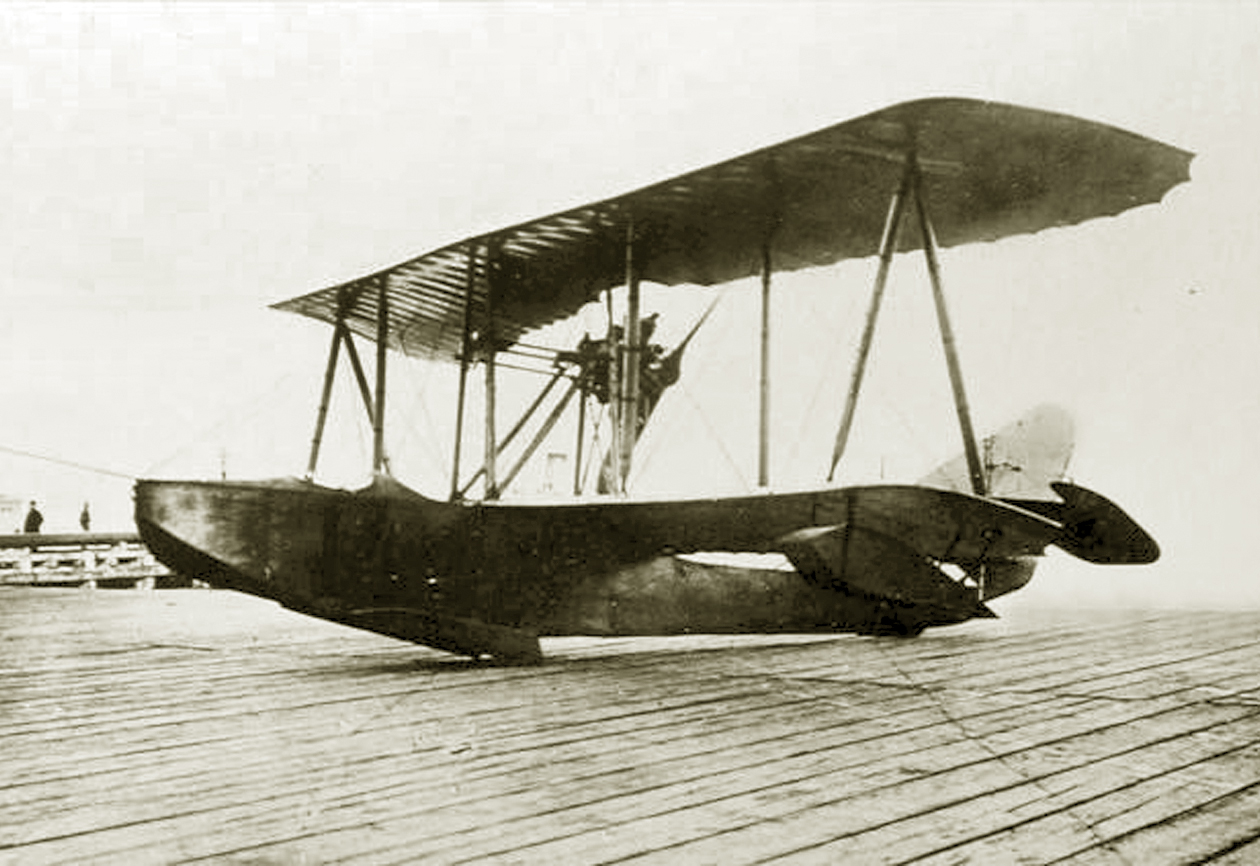
Sedelnikows M-10, Baku 1916
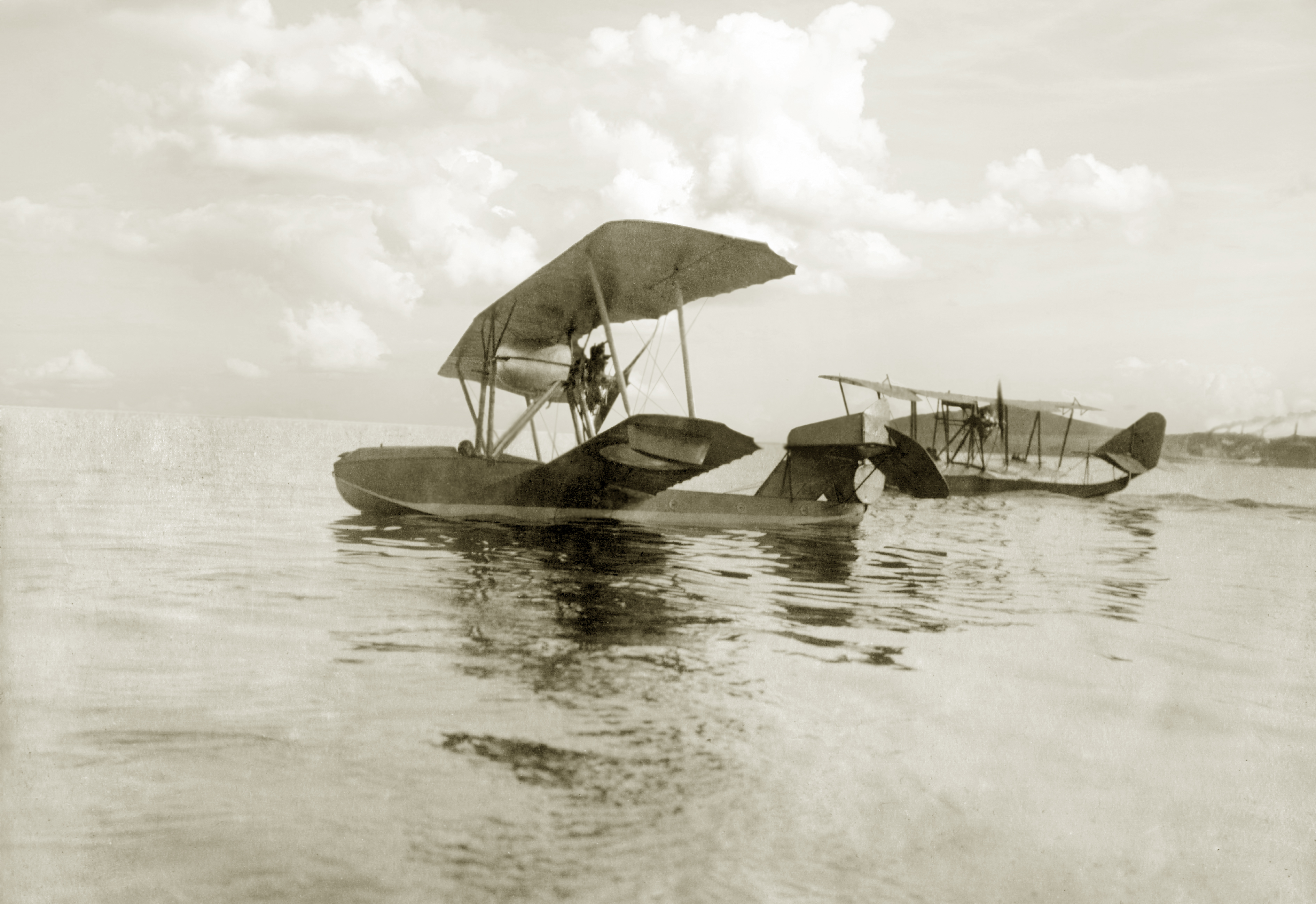
M-5 (vorne) und M-11, Baku 1917
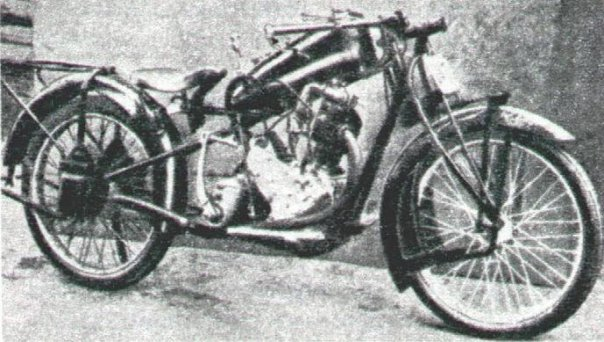
Sojus, 1925
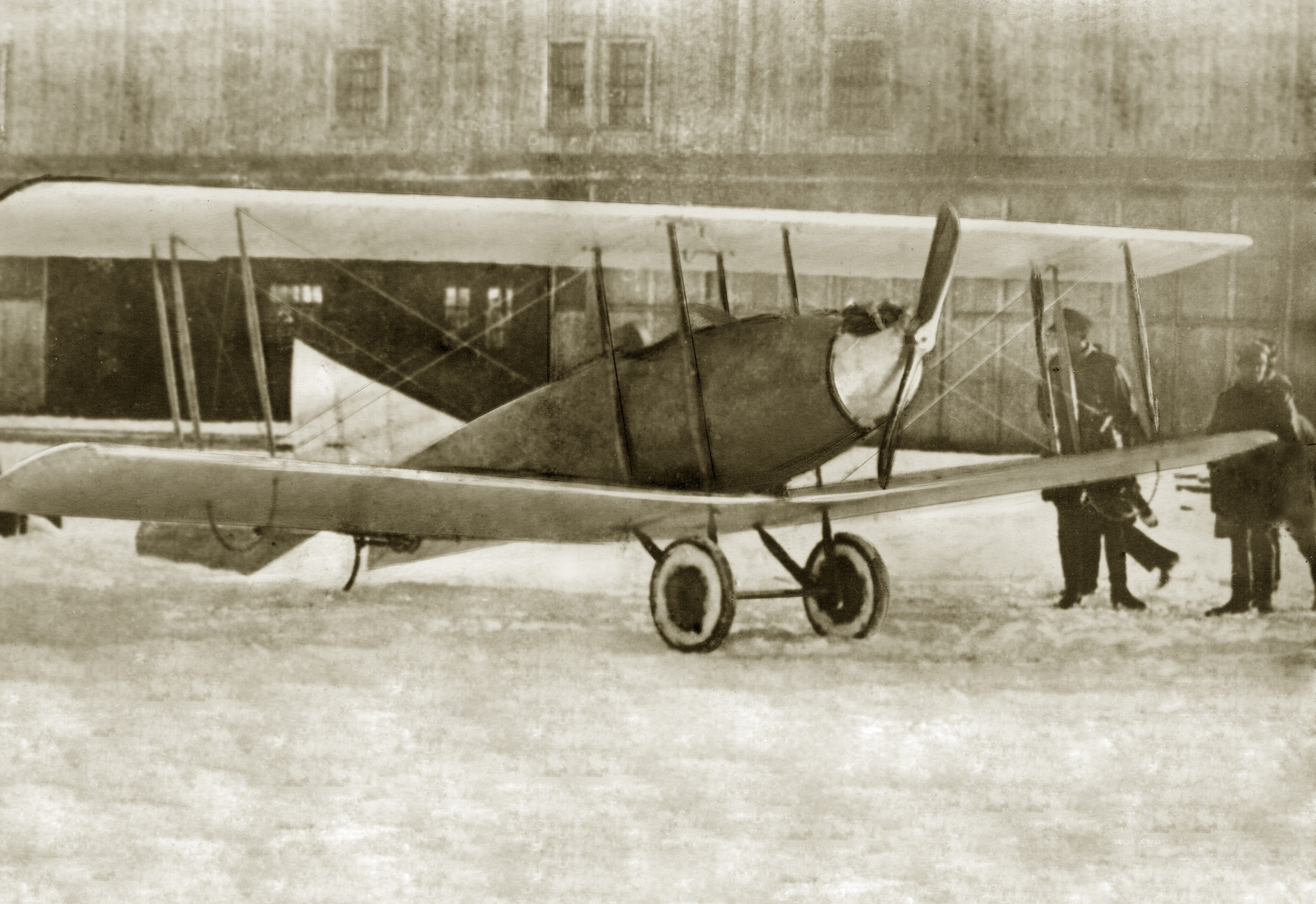
SK-1, 1926
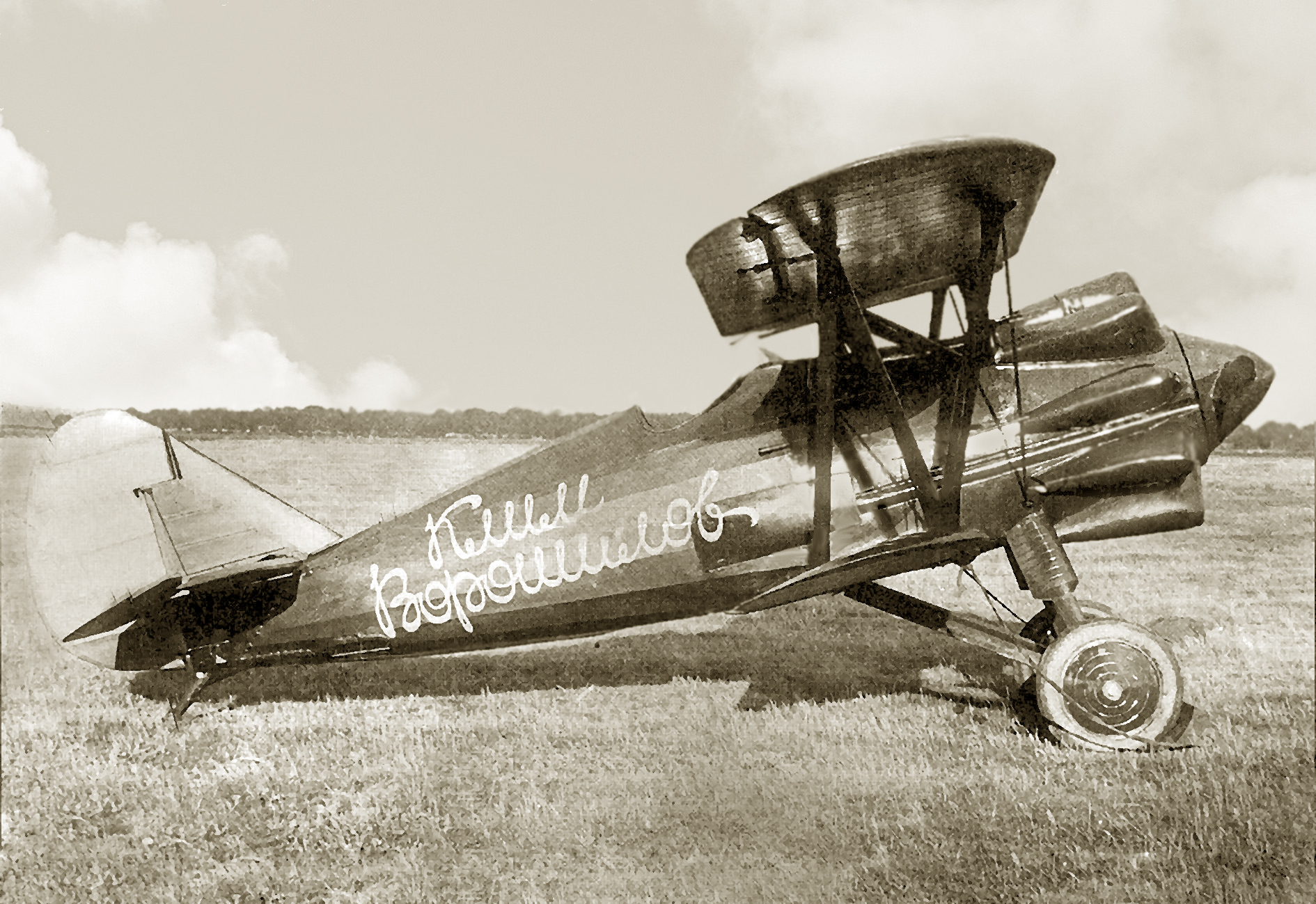
I-5, 1930